# Creixell (Borrassà)
Creixell és una entitat de població del terme municipal altempordanès de Borrassà. Al cens de l'any 2011 tenia quaranta-nou habitants.
Està situada al sud-est del terme municipal.

## Llocs d'interès
- Església de Santa Maria de Creixell, que conté al seu interior una imatge d'alabastre policromat del segle xv.

## Personatges il·lustres
- Dalmau de Creixell, cavaller de l'Orde del Temple, un dels testimonis a Perpinyà el 1194 del testament d'Alfons I el Cast, morí el 1212 a la batalla de Las Navas de Tolosa de la que fòu responsable de l'estratègia.[1]
- Rellotge de Creixell, bandoler de finals del segle xix, morí ajusticiat a Girona.